# Miss Machine
Miss Machine (с англ. — «Мисс Машина») — второй студийный альбом маткор группы The Dillinger Escape Plan. Альбом вышел 20 июля 2004 года с лейбла Relapse. Издательством в России занимался лейбл Irond. Альбом выходил в измененной обложке, но в такой же артхаус стилистике. Альбом стал первым с участием басиста Лайама Уилсона и вокалиста Грега Пучиато, который заменил ушедшего Димитрия Минакакиса. Но также это последний альбом, с участием барабанщика Криса Пенни и гитаристом Брайана Бенуа. С альбома вышли клипы на песни Panasonic Youth, Setting Fire to Sleeping Giants и Unretrofied, которые спродюсировал Джош Грэм из Neurosis. Сам альбом спродюсировал Стив Эветтс.

## Музыкальное направление
До выпуска в 2007 Ire Works, Miss Machine был, в значительной степени, самым экспериментальным релизом группы на сегодняшний день, поскольку группа черпала вдохновение из опыта работы с Майком Паттоном и звучания таких групп, как Nine Inch Nails. На этом альбоме группа смягчает тяжесть предыдущих релизов, и появились такие элементы, как певческий вокал, более простые структуры песен и медленный темп.
Благодаря сотрудничеству Майка Паттона с группой, его экспериментальное влияние начало сказываться на группе. Кроме того, Грег Пучиато был связан с Error, индастриал группой, примерно в то же время, что и выпуск Miss Machine, из-за чего возможно и сформировалось звучание Miss Machine. Альбом оказался гораздо более экспериментальным и включал в себя гораздо больше элементов джаз-фьюжна и электроники. К примеру, гитары Вайнмана не были столь заметны в миксе.
Эндрю Рейчер из Brooklyn Vegan сказал, что называть альбом маткором «слишком нишево» и «недооценивать его». Он описал звучание альбома как «прогрессивный цирковой кислотный фрик-авант-готический металлический рок».

## Отзывы критиков
| Совокупная оценка   | Совокупная оценка |
| Источник            | Оценка            |
| ------------------- | ----------------- |
| Metacritic          | 80/100            |
| Оценки критиков     |                   |
| Источник            | Оценка            |
| Allmusic            | [ 4 ]             |
| Chronicles of Chaos | [ 5 ]             |
| Drowned in Sound    | [ 6 ]             |
| Dusted Magazine     | (favourable)      |
| Pitchfork Media     | (6.8/10)          |
| Playlouder          | [ 9 ]             |
| PopMatters          | (positive)        |
| Rolling Stone       | [ 11 ]            |
| Stylus              | B−                |
| Tiny Mix Tapes      | [ 13 ]            |

Критики приняли альбом достаточно хорошо. Критики из Allmusic написали следующее: «Больше нечего сказать — следующий истинный образ рок-н-ролла выполз из болот Джерси». Несмотря на положительный отзыв, Pitchfork подметили: «Хотя Miss Machine показывает DEP в отличной музыкальной форме, группа, похоже, потеряла уверенность и направление». Критики из Rolling Stone были настроены отрицательно, заявив: «Если вы не пытаетесь выгнать диктатора третьего мира из его забаррикадированного дворца, вам будет трудно слушать Miss Machine полностью». Альбом получил оценку 80 баллов на Metacritic, что указывает на общие положительные отзывы.

## Трек-лист
| №                   | Название                          | Музыка              | Длительность |
| ------------------- | --------------------------------- | ------------------- | ------------ |
| 1.                  | «Panasonic Youth»                 |                     | 2:27         |
| 2.                  | «Sunshine the Werewolf»           |                     | 4:17         |
| 3.                  | «Highway Robbery»                 |                     | 3:30         |
| 4.                  | «Van Damsel»                      |                     | 2:59         |
| 5.                  | «Phone Home»                      |                     | 4:15         |
| 6.                  | «We Are The Storm»                |                     | 4:38         |
| 7.                  | «Crutch Field Tongs»              |                     | 0:52         |
| 8.                  | «Setting Fire to Sleeping Giants» | 3:27                | 3:27         |
| 9.                  | «Baby's First Coffin»             |                     | 4:02         |
| 10.                 | «Unretrofied»                     |                     | 5:37         |
| 11.                 | «The Perfect Design»              |                     | 3:50         |
| Общая длительность: | Общая длительность:               | Общая длительность: | 39:54        |

## Записывающий состав
The Dillinger Escape Plan
- Грег Пучиато — вокал
- Бен Вайнман — гитара, продюсирование
- Брайан Бенуа — гитара
- Лайам Уилсон — бас-гитара
- Крис Пенни — барабаны

Продюсерский состав
- Стив Эветтс — продюсирование, инженирование, миксинг
- Джесс Кеннон — Pro Tools
- Том Шамуэй — помощник инженера
- Джеймс Руссо — помощник инженера
- Алан Доучес — мастеринг
- Майк Ваткайтис — звукоинженер
- Брайан Монтуори — художественное оформление
- Димитрий Минакакис — планировка и дизайн
- Мэтью Джейкобсон — исполнительный продюсер

## Чартовые позиции
| Чарт (2004)               | Позиция |
| ------------------------- | ------- |
| US Billboard 200          | 106     |
| US Top Heatseekers        | 2       |
| US Top Independent Albums | 4       |
| US Top Internet Albums    | 106     |